# Robert Moore (réalisateur)
Pour les articles homonymes, voir Robert Moore et Moore.
Robert Moore (né le 7 août 1927 à Détroit (Michigan), et mort le 10 mai 1984 à New York) est un metteur en scène de théâtre et réalisateur américain de cinéma et de télévision.

## Biographie
Robert Moore est né le 7 août 1927 à Détroit. Il étudie à l'Université catholique sous la direction de Gilbert V. Hartke. Ses premières apparitions au théâtre sont sous le nom de Brennan Moore.

## Théâtre
- 1968 : Promises, Promises (en)
- 1968 : The Boys in the Band
- 1969 : The Last of the Red Hot Lovers (en)
- 1970 : The Gingerbread Lady (en)
- 1974 : Lorelei (en)
- 1974 : My Fat Friend (en)
- 1978 : Deathtrap (en)
- 1978 : They're Playing Our Song (en)
- 1981 : Woman of the Year (en)

## Filmographie

### Cinéma
- 1976 : Un cadavre au dessert  (Murder by Death)
- 1978 : Le Privé de ces dames (The Cheap Detective)
- 1979 : Chapter Two

### Télévision

#### Téléfilms
- 1974 : Thursday's Game (en)
- 1976 : Don't Call Us
- 1976 : La Chatte sur un toit brûlant (Cat on a Hot Tin Roof)
- 1977 : There's Always Room
- 1977 : The Sunshine Boys
- 1978 : Annie Flynn

#### Séries télévisées
- 1973 : Diana (en), épisodes 4 et 7
- 1974 : The Bob Newhart Show (en), saison 3, épisode 1
- 1974 : Paul Sand in Friends and Lovers, épisodes 5, 6 et 7
- 1974 - 1975 : Rhoda (en), 27 épisodes
- 1983 : It's Not Easy (en), épisode pilote

## Distinctions
- Remporte le Drama Desk Award pour la pièce The Boys in the Band (1968)
- 5 nominations aux Tony Award